# Dennis Daugaard
Dennis Martin Daugaard (Garretson, 11 giugno 1953) è un politico statunitense, governatore repubblicano del Dakota del Sud dal 2011 al 2019.